# Pallas (planetka)
(2) Pallas je druhá objevená planetka vůbec a současně jde svými rozměry o druhý největší objekt obíhající mezi drahami Marsu a Jupiteru, tedy v oblasti hlavního pásu planetek. Je přibližně stejně veliká jako (4) Vesta, je však mnohem méně hmotná, ale i tak tvoří asi 9 % hmotnosti všech planetek ve vnitřní části sluneční soustavy. V této oblasti je také největším tělesem, které se nezformovalo do kulovitého tvaru.

## Historie
Objevil ji amatérský astronom Heinrich Wilhelm Olbers v Brémách 28. března 1802 vcelku náhodně při hledání první planetky, před rokem objevené (1) Cerery, po jejímž objevení se domníval, stejně jako většina astronomů té doby, že již byla nalezena „ztracená“ planeta mezi Marsem a Jupiterem, očekávaná na základě Titius-Bodeova pravidla, a proto s novým objevem ani nepočítal.
Poté, co tuto planetku objevil, vyslovil hypotézu, že Ceres a Pallas jsou úlomky větší planety, která se v důsledku nějaké katastrofy, pravděpodobně srážky, rozpadla na menší kusy. Tuto hypotézu, která přetrvala mnoho desetiletí, podpořil i britský astronom William Herschel, který se pokusil stanovil průměr obou těles, ale narazil při tom na značné obtíže, neboť jejich velikost byla astronomickými prostředky té doby nezjistitelná. Usoudil proto, že se jedná o velmi malá tělesa, a protože se v dalekohledech jevily jako hvězdy, doporučil je nazývat asteroidy, tedy hvězdám podobné.
Tento objev společně s teorií o tom, že se může jednat o úlomek původně větší planety, vedl k novému hledání podobných těles v prostoru mezi Marsem a Jupiterem. Hledání bylo zpočátku úspěšné; v následující roce byla objevena třetí (3) Juno a v roce 1807 čtvrtá planetka (4) Vesta. Na další si však astronomové museli počkat až do roku 1845.
| ⚴ · 🜍 |

Prakticky až do poloviny 19. století byla ještě považována za planetu a dostala dokonce i grafický symbol (viz vlevo). Ani objev dalších planetek na tom nic nezměnil. Teprve v 50. letech 19. století, kdy objevů planetek kvapem přibývalo, začala být spolu s ostatními podobnými tělesy považována za pouhou planetku.
První reálné odhady její velikosti byly získány při sledování zákrytu hvězdy 19. února 1961, kdy byla stanovena minimální hodnota jejího průměru na 430 km. Pozorování zákrytu 29. května 1978, uskutečněné na sedmi místech Země, umožnilo již odhadnout její průměr a to na 538 km. Zatím nejrozsáhlejší kampaň organizovaná americkým astronomem A. Dunhamem se uskutečnila 29. května 1983, kdy půldruhé stovky astronomů-amatérů z jižní části USA a severu Mexika sledovalo zákryt hvězdy 1 Vul v souhvězdí Lištičky za touto planetkou. Tentokrát vyšel průměr tělesa za předpokladu jeho kulovitého tvaru na 532 km. Další zákryt 24. října 1985 vedl pouze k odhadu minimálního průměru (485 km). Zatím poslední měření průměru se uskutečnilo 9. června 2001. Fotometrická měření ze třech míst umožnila stanovit elipsoidní tvar o rozměrech 510 × 555 km.

## Popis objektu

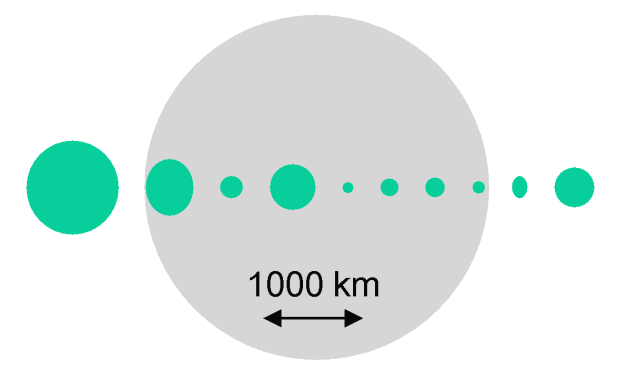
Srovnání velikosti Měsíce s prvními deseti planetkami. Pallas je druhá zleva.

I když je Pallas relativně velká planetka a její albedo se pohybuje od 0,05 do 0,16, vzhledem k tomu, že se k Zemi může přiblížit nejvýše na 1,23 astronomických jednotek (AU) tj. na 184 mil. km, může v době optimální opozice dosáhnout pouze zdánlivé hvězdné velikosti 7,0m; teoreticky by tato hodnota sice za velice příznivých pozorovacích podmínek u lidí s mimořádně citlivým zrakem stačila ke spatření této planetky, ale takové pozorování zatím nebylo nikdy potvrzeno. Stačí však i malý dalekohled, případně triedr, aby planetka mohla být pozorována.
Relativně velká vzdálenost od Země také komplikuje její zkoumání pozemskými dalekohledy. Ze změn jasnosti byla sice stanovena pravděpodobná perioda její rotace kolem osy, i odhadnuta poloha osy v prostoru, ale nezná se ani smysl jejího otáčení.

### Vzhled
Shrnutí všech zákrytových pozorování vede k závěru, že se jedná o značně nepravidelné těleso, přibližně se tvarem blížící trojosému elipsoidu (jeho rozměry jsou uvedeny v tabulce vpravo). Jeho povrch zatím nebyl pozorován dostatečně podrobně ke zjištění nějakých rozlišitelných útvarů.

### Geologie
Na základě spektroskopických údajů byla planetka zařazena do kategorie planetek třídy B. Látka, tvořící její povrch připomíná primitivní uhlíkaté chondrity (tedy původní materiál z doby vzniku sluneční soustavy), případně enstatické achondrity, tedy meteority obsahující pyroxeny s velmi nízkým obsahem železa.
Jak spektrální data, tak poměrně nízká hustota a nepravidelný tvar tělesa naznačují, že Pallas neprošla diferenciací, ani nedošlo k její izostázi.

### Měsíce planetky
Z naměřených dat, pořízených při zákrytu v roce 1978, byla vydedukována možná přítomnost průvodce (měsíčku) této planetky o průměru přibližně 1 km; jeho existence však nebyla potvrzena. Na snímcích, pořízených v roce 1980 metodou skvrnkové interferometrie (speckle interferometry) byl odhalen údajný měsíc o průměru 175  ale tento objev byl později odvolán.

### Příbuznost s jinými planetkami
Podobné chemické složení se značným obsahem enstatitu vykazuje i planetka (16) Psyche.
Z hlediska značně charakteristické dráhy – sklon k rovině ekliptiky přes 30° a značná excentricita – je hlavním představitelem skupiny, která nese její jméno.

## Původ jména
Planetka byla pojmenována podle řecké bohyně Pallas Atheny (řecky Παλλάς), bohyně moudrosti, válečného umění a ochránkyně řemesel. Podle jiného výkladu byla Pallas přítelkyní Athény a dcerou Tritona. V řecké mytologii sice existují další osoby se jménem Pallas, ale jsou mužského pohlaví: První planety byly však zásadně pojmenovávány po ženských mytologických postavách.

## Průzkum planetky
Pallas dosud nebyla zblízka zkoumána žádnou pozemskou sondou, ani není k ní plánována nějaká expedice. Uvažovalo se sice o tom, že by sonda Dawn v případě úspěšného splnění úkolů u planetek (4) Vesta a (1) Ceres mohla ještě pokračovat k planetce Pallas. Současné finanční a technické problémy však tomuto rozšíření její mise zřejmě zabrání.